# Horse Girl
Horse Girl (prt: Horse Girl; bra: Entre Realidades) é um filme de drama psicológico americano de 2020, dirigido e produzido por Jeff Baena, a partir de um roteiro escrito por Baena e Alison Brie. O filme é estrelado por Brie, Debby Ryan, John Reynolds, Molly Shannon, John Ortiz e Paul Reiser.
O filme teve sua estreia mundial no Festival Sundance de Cinema em 27 de janeiro de 2020. Foi lançado em 7 de fevereiro de 2020 pela Netflix.

## Enredo
Sarah é uma jovem tímida e introvertida que vive uma vida tranquila e trabalha em uma loja de artesanato. Em seu tempo livre, ela visita o túmulo de sua mãe, que morreu por suicídio no ano anterior, e frequenta o estábulo onde se encontra seu cavalo anterior, Willow, e onde cavalgou em sua infância; As visitas recorrentes de Sarah irritam visivelmente os proprietários. No aniversário de Sarah, ela faz uma tentativa fraca de pedir à mulher que ensina sua classe de zumba que saia com ela, mas não consegue expressar seu ponto de vista. Quando sua colega de quarto, Nikki, encontra Sarah sozinha em casa no aniversário dela, ela convida Darren, a colega de quarto de seu namorado Brian, para um encontro duplo. Os quatro fumam maconha e tomam uma bebida, e Sarah ouve ansiosamente enquanto Darren revela detalhes sobre si mesmo e seu relacionamento passado. Depois que ele sai, Sarah tem um sonho bizarro no qual ela está deitada em uma sala branca com um homem e uma mulher.
Na manhã seguinte, Nikki acorda e encontra Sarah dormindo no chão da sala, e grandes arranhões correndo pela parede. Darren volta ao apartamento para pegar seu carro e pergunta a Sarah para um encontro. No trabalho, Sarah sofre um nariz ensangüentado e reconhece um homem andando do lado de fora que se assemelha ao de seu sonho. Mais tarde, Sarah passa uma tarde com sua amiga de infância, Heather, que sofreu uma lesão cerebral traumática em um acidente de equitação que resulta em convulsões recorrentes e perda de memória a curto prazo.
Uma série de incidentes bizarros logo acontece com Sarah: ela ouve pessoas conversando em seu apartamento quando Nikki não está em casa e, mais tarde, certa manhã, descobre que seu carro foi roubado da garagem de seu apartamento. Gary, o rico padrasto de Sarah, notifica que o carro apareceu em um pátio de reboque, pois o registro ainda está em seu nome. Ele leva Sarah para recuperá-lo, e o motorista do veículo informa que o carro foi abandonado perto de uma instalação de água no meio da estrada. Mais tarde, Sarah aparentemente com sonambulismo dorme fora de seu apartamento e acorda em pé na calçada, e tem uma perda de tempo inexplicável. Seu chefe, Joan, sugere que Sarah visite um médico, devido ao histórico familiar de problemas de saúde mental de Sarah.
Sarah se convence de que está sofrendo abduções alienígenas e pode ser um clone, o último desencadeado por uma subtrama chamada Purgatory, uma série de televisão de fantasia que Sarah assiste regularmente. Devido à sua impressionante semelhança com a avó falecida, Sarah teme que ela seja um clone dela. Enquanto isso, ela rastreia o homem de seu sonho, Ron, até uma loja de encanamentos que ele possui. Enquanto em um encontro com Darren, Sarah confia manicamente sua crença de que ela é um clone, e ele a leva ao túmulo de sua mãe para desenterrá-la e recuperar seu DNA. Quando Darren fica perturbado, Sarah o acusa de conspirar contra ela e o ameaça com uma tesoura, forçando-o a deixá-la lá.
Depois que Sarah se despe no trabalho, sem lembrança disso, ela é internada em um hospital psiquiátrico. Sarah recebe alta após 72 horas no hospital e se veste com o vestido da avó, roubando secretamente Willow do estábulo e caminhando com ela pelo bosque. Sarah para em uma clareira e deita no chão. Momentos depois, uma espaçonave aparece; ela levita em direção ao céu e desaparece.

## Elenco
- Alison Brie como Sarah
  - Victoria Claire como Sarah (jovem)
- Debby Ryan como Nikki, colega de quarto de Sarah
- John Reynolds como Darren, interesse amoroso de Sarah
- Molly Shannon como Joan, colega de trabalho de Sarah
- John Ortiz como Ron, proprietário de uma empresa de encanamento
- Jay Duplass como Ethan, assistente social
- Robin Tunney como Agatha Kaine, uma personagem em Purgatory
- Paul Reiser como Gary, padrasto de Sarah
- Matthew Gray Gubler como Darren Colt, um personagem em Purgatory
- Meredith Hagner como Heather, amiga deficiente de Sarah
  - Zoe Saltz como Heather (jovem)
- Jake Picking como Brian, namorado de Nikki
- Dylan Gelula como Jane Doe
- Toby Huss como Joe, um treinador de cavalos
- Angela Trimbur como Julie
- David Paymer como Doutor
- Aaron Stanford como Hades, um personagem em Purgatory
- Dendrie Taylor como mãe de Heather
- Lauren Weedman como Cheryl
- Luis Fernandez-Gil como Tow Worker
- Sharaé Nikai como Enfermeira

## Produção
Em junho de 2019, foi anunciado que Alison Brie iria estrelar o filme, com Jeff Baena dirigindo um roteiro que ele escreveu com Brie. Jay Duplass e Mark Duplass atuam como produtores executivos sob sua bandeira Duplass Brothers Productions, com a distribuição da Netflix.

## Lançamento
Sua estreia mundial foi no Festival Sundance de Cinema em 27 de janeiro de 2020. Foi lançado em 7 de fevereiro de 2020 pela Netflix.

## Recepção
Horse Girl possui uma taxa de aprovação de 71% no site agregador de críticas Rotten Tomatoes, com base em 58 avaliações, com uma pontuação média de 6,3/10. O consenso crítico do site diz: "Horse Girl se mostra relutante ou incapaz de explorar os temas mais profundos que aborda, mas esse estilo dramático incomum está ancorado no desempenho comprometido de Alison Brie." De acordo com o Metacritic, que teve 17 críticas e calculou uma pontuação média ponderada de 61 em 100, o filme recebeu "críticas geralmente favoráveis".
Nick Allen do RogerEbert.com analisou o filme fora de sua estreia mundial no Festival Sundance de Cinema. Em uma resenha de 3 estrelas: "A sinceridade que Brie traz para sua personificação completa sobre doenças mentais é importante e, por sua vez, ajuda a Horse Girl a superar sua narrativa confusa e complicada."